# 사카이 료
사카이 료(일본어: 酒井 良, 1977년 8월 9일 ~ )는 일본의 전 축구 선수이다.

## 구단 경력
과거 쇼난 벨마레, 몬테디오 야마가타, 더스파 구사쓰, FC 마치다 젤비아에서 활동하였다.